# Copa Competencia
Die Copa Competencia war ein uruguayischer Fußball-Vereinswettbewerb.
Sie wurde von der Asociación Uruguaya de Fútbol (AUF) von 1900 bis 1923 ausgetragen. Der Sieger erwarb das Startrecht bei der Copa Competencia Chevallier-Boutell (auch als Copa Competencia Rioplatense oder Cup Tie Competition bekannt) und spielte dort gegen den Gewinner des argentinischen Gegenstücks zur uruguayischen Copa Competencia, der Copa de Competencia Jockey Club. Rekordsieger ist Nacional mit acht erworbenen Titeln, gefolgt vom Peñarol-Vorläufer-Klub CURCC, der das Turnier siebenmal gewann. Die Montevideo Wanderers entschieden die Copa fünfmal zu ihren Gunsten. Je einmal siegten Albion und Peñarol. Nachdem die Copa Competencia Chevallier-Boutell ab 1920 nicht mehr stattfand, wurde das Turnier 1921 und 1923 unabhängig davon ausgetragen. Der Sieger war bei diesen beiden Gelegenheiten jeweils Nacional.

## Siegerliste
| Jahr | Sieger               |
| ---- | -------------------- |
| 1900 | Albion               |
| 1901 | CURCC                |
| 1902 | CURCC                |
| 1903 | Nacional             |
| 1904 | CURCC                |
| 1905 | CURCC                |
| 1906 | Montevideo Wanderers |
| 1907 | CURCC                |
| 1908 | Montevideo Wanderers |
| 1909 | CURCC                |
| 1910 | CURCC                |
| 1911 | Montevideo Wanderers |
| 1912 | Nacional             |
| 1913 | Nacional             |
| 1914 | Nacional             |
| 1915 | Nacional             |
| 1916 | Peñarol              |
| 1917 | Montevideo Wanderers |
| 1918 | Montevideo Wanderers |
| 1919 | Nacional             |
| 1921 | Nacional             |
| 1923 | Nacional             |